# Cantó de Lo Boisson de Cadonh
El cantó de Lo Boisson de Cadonh és un cantó francès del departament de la Dordonya, situat al districte de Brageirac. Té 8 municipis i el cap és Lo Boisson de Cadonh.

## Municipis
- Àlans
- Badafòl de Dordonha
- Bolhac
- Lo Boisson de Cadonh
- Calés
- Molièras
- Pontors
- Urval

## Història
| Data d'elecció                           | Identitat         | Partit        | Qualitat |
| ---------------------------------------- | ----------------- | ------------- | -------- |
| 1992-1998                                | Pierre Chaussade  |               |          |
| 1998-2004                                | Bernard Lucas     | Divers droite |          |
| 2004-                                    | Françoise Wolters | Divers gauche |          |
| les dades anteriors no són pas conegudes |                   |               |          |
|                                          |                   |               |          |

## Demografia
| 1962  | 1968  | 1975  | 1982  | 1990  | 1999  | 2006  |
| ----- | ----- | ----- | ----- | ----- | ----- | ----- |
| 3.756 | 3.730 | 3.517 | 3.504 | 3.521 | 3.629 | 3.771 |